# Куитлук (Аляска)
Куитлук (англ. Kwethluk, центр. юпик Kuiggluk) — город в зоне переписи населения Бетел, штат Аляска, США. Население по данным переписи 2010 года составляет 721 человек.

## География
Город расположен в месте слияния рек Кускокуим и Куитлук. Площадь города составляет 30,3 км², площадь суши — 26 км², водной поверхности — 4,4 км² (14,76 %).

## История
Город был инкорпорирован в 1975 году.

## Население
По данным переписи 2010 года население составляет 721 человек. Расовый состав: коренные американцы — 92,85 %, белые — 4,77 %, афроамериканцы — 0,14 %, азиаты — 0,28 %, и представители двух и более рас — 1,96 %.
Из 153 домашних хозяйств 62,1 % воспитывали детей в возрасте до 18 лет, 57,5 % представляли собой совместно проживающие супружеские пары, в 20,3 % семей женщины проживали без мужей, 13,1 % не имели семьи. 10,5 % от общего числа домохозяйств на момент переписи жили самостоятельно. В среднем домашнее хозяйство ведут 4,66 человек, а средний размер семьи — 5,08 человек.
Доля лиц в возрасте младше 18 лет — 47,7 %; лиц в возрасте от 18 до 24 лет — 9,4 %; от 25 до 44 лет — 24,7 %; от 45 до 64 лет — 12,5 % и лиц старше 65 лет — 5,8 %. Средний возраст населения — 20 лет. На каждые 100 женщин приходится 116,7 мужчины; на каждые 100 женщин в возрасте старше 18 лет — 113,1 мужчины.
Средний доход на совместное хозяйство — $25 417; средний доход на семью — $27 500. Средний доход на душу населения — $6503.
Динамика численности населения города по годам:
| 1940 | 1950 | 1960 | 1980 | 1990 | 2000 | 2010 |
| ---- | ---- | ---- | ---- | ---- | ---- | ---- |
| 186  | 242  | 325  | 454  | 558  | 713  | 721  |